# Shaun Toub
Shaun Toub (Teherán, 1958. február 15. –) iráni születési amerikai színész.
Legismertebb alakítása Yinsen a Marvel-moziuniverzumban. A Teherán című sorozatban is szerepelt.

## Fiatalkora
Iráni zsidó családban született Teheránban. Szülei mindketten láborvosok voltak. Kétéves korában Manchesterbe költözött, ahol édesanyja láborvosképzőbe járt. Visszatért Iránba, ahol 13 éves koráig élt, majd Svájcba költözött. Nashuába költözött, hogy befejezze a középiskola utolsó évét. 5 éves korában elhatározta, hogy színész lesz.

## Pályafutása
Első nagyobb szerepe a 2004-es Ütközések című filmben volt. 2007-ben a Papírsárkányok című filmben szerepelt. 2008-ban A Vasember című filmben szerepelt. 2013-bN és 2017-ben a Homeland – A belső ellenség című sorozatban szerepelt. 2016-ban a Grimm című sorozatban szerepelt.

## Filmográfia

### Filmek
| Év   | Magyar cím                        | Eredeti cím             | Szerep                | Magyar hang                                                 |
| ---- | --------------------------------- | ----------------------- | --------------------- | ----------------------------------------------------------- |
| 1988 |                                   | Out of Time             | Szónok                |                                                             |
| 1988 |                                   | Glitz                   | Maitre d'             |                                                             |
| 1989 |                                   | Dark Holiday            | Börtönkatona          |                                                             |
| 1991 |                                   | Before the Storm        | katona                |                                                             |
| 1993 | Nagy durranás 2. – A második pukk | Hot Shots! Part Deux    | Alvó őr               |                                                             |
| 1995 |                                   | OP Center               | Lt. Arkov             |                                                             |
| 1995 | Bad Boys – Mire jók a rosszfiúk?  | Bad Boys                | Boltos                | Cs. Németh Lajos (1. szinkron) F. Nagy Zoltán (2. szinkron) |
| 1996 | Rés a pajzson                     | Broken Arrow            | Max                   | R. Kárpáti Péter                                            |
| 1996 | Tűzparancs                        | Executive Decision      | terrorista            | Megyeri János                                               |
| 1996 | Derült égből                      | Suddenly                | Mr. Tabibsidan        |                                                             |
| 1997 | Támadás a torony ellen            | Path to Paradise        | El Sayyid Nosair      | Juhász György                                               |
| 1997 | Acélcápák                         | Steel Sharks            | Reza Lashgar kapitány | Teizi Gyula                                                 |
| 1997 | Tengerre, tata!                   | Out to Sea              | Bettor                |                                                             |
| 1999 |                                   | D.R.E.A.M. Team.        | Ali Saleed            |                                                             |
| 1999 | Stigmata                          | Stigmata                | Orvos                 | Bicskey Lukács                                              |
| 2002 | Élőben Bagdadból                  | Live from Baghdad       | Sadoun Al-Jenabi      | Vizy György                                                 |
| 2002 |                                   | Maryam                  | Dr. Darius Armin      |                                                             |
| 2003 |                                   | Underground             | Sötétbőrű férfi       |                                                             |
| 2004 | A bőség földje                    | Land of Plenty          | Hassan                | Balázsi Gyula                                               |
| 2004 | Ütközések                         | Crash                   | Farhad                | Varga Tamás                                                 |
| 2006 | A születés                        | The Nativity Story      | Joachim               |                                                             |
| 2006 |                                   | The Path to 9/11        | Emad Salem            |                                                             |
| 2007 | Papírsárkányok                    | The Kite Runner         | Rahim Khan            | Forgács Gábor                                               |
| 2007 | Charlie Wilson háborúja           | Charlie Wilson's War    | Hassan                |                                                             |
| 2008 | A Vasember                        | Iron Man                | Ho Yinsen             | Sipos Imre                                                  |
| 2010 | Az utolsó léghajlító              | The Last Airbender      | Iroh bácsi            | Forgács Péter                                               |
| 2011 | Felültetve                        | Setup                   | Roth                  | Bardóczy Attila                                             |
| 2013 | Vasember 3.                       | Iron Man 3              | Ho Yinsen             | Fazekas István                                              |
| 2013 |                                   | Papa                    | Evan Shipman          |                                                             |
| 2014 | Felnyomva                         | Stretch                 | Nasseem               | Maday Gábor                                                 |
| 2014 |                                   | Unity                   | narrátor              |                                                             |
| 2015 | Papa – Hemingway Kubában          | Papa: Hemingway in Cuba | Evan Shipman          |                                                             |
| 2016 | Haverok fegyverben                | War Dogs                | Marlboro              | Dézsy Szabó Gábor                                           |
| 2020 | A háború démonai                  | Ghosts of War           | Mr. Helwig            | Németh Péter                                                |

### Televíziós szerepek
| Év         | Magyar cím                                 | Eredeti cím                                  | Szerep                        | Megjegyzések                                |
| ---------- | ------------------------------------------ | -------------------------------------------- | ----------------------------- | ------------------------------------------- |
| 1988       |                                            | Hunter                                       | Phillip DePaul / Stephen Avak | 2 epizód                                    |
| 1990       | Columbo                                    | Columbo                                      | Amir                          | 1 epizód magyar hangja Reisenbüchler Sándor |
| 1990       |                                            | Matlock                                      | Rahmad Hussein                | 1 epizód                                    |
| 1990       | Behálózva                                  | Dragnet                                      | Ralph Singas                  | 1 epizód                                    |
| 1990       |                                            | Gabriel’s Fire                               | Attendant                     | 1 epizód                                    |
| 1991       |                                            | Under Cover                                  | katona                        | 1 epizód                                    |
| 1991       |                                            | In the Heat of the Night                     | Cabby                         | 1 epizód                                    |
| 1993       |                                            | Bodies of Evidence                           | Rajeeb Kambata                | 1 epizód                                    |
| 1993–1997  | Lois és Clark: Superman legújabb kalandjai | Lois & Clark: The New Adventures of Superman | Asabi                         | 6 epizód                                    |
| 1994       |                                            | Living Single                                | Cabby                         | 1 epizód                                    |
| 1994       |                                            | Café Americain                               | Faisal                        | 1 epizód                                    |
| 1994       |                                            | One West Waikiki                             | Joseph Kastrami               | 1 epizód                                    |
| 1994       | Gazdagok és szépek                         | The Bold and the Beautiful                   | Moustafa                      | 2 epizód                                    |
| 1994       | Egy rém rendes család                      | Married... with Children                     | Akbar                         | 1 epizód                                    |
| 1995       |                                            | Ellen                                        | Külföldi férfi                | 1 epizód                                    |
| 1995       | JAG – Becsületbeli ügyek                   | JAG                                          | Börtönparancsnok              | 1 epizód                                    |
| 1996       |                                            | Sisters                                      | Időjós                        | 1 epizód                                    |
| 1996       |                                            | Nash Bridges                                 | Cecil Riskin                  | 1 epizód                                    |
| 1996       | Sliders                                    | Sliders                                      | Kheri-Heb                     | 1 epizód magyar hangja Orosz István         |
| 1996–1997  |                                            | Pacific Blue                                 | Mahmood                       | 2 epizód                                    |
| 1997       | Walker, a texasi kopó                      | Walker, Texas Ranger                         | Lance                         | 1 epizód                                    |
| 1997       | Vészhelyzet                                | ER                                           | Butler                        | 1 epizód                                    |
| 1997       | Seinfeld                                   | Seinfeld                                     | Pinter                        | 1 epizód                                    |
| 1998       | A kiválasztott – Az amerikai látnok        | Early Edition                                | Hassan Rejim                  | 1 epizód                                    |
| 1998       | Cybill                                     | Cybill                                       | Ijesztő ember                 | 1 epizód                                    |
| 1998       |                                            | Soldier of Fortune, Inc.                     | Hamzed Ali Amin               | 1 epizód                                    |
| 1999       |                                            | G vs E                                       | Dr. Clean                     | 1 epizód                                    |
| 1999       |                                            | CI5: The New Professionals                   | Shabadi                       | 1 epizód                                    |
| 1999       | Divatalnokok                               | Just Shoot Me!                               | Ernesto                       | 1 epizód                                    |
| 2000       |                                            | Cover Me                                     | Spiros                        | 1 epizód                                    |
| 2000       | Bűbájos boszorkák                          | Charmed                                      | Triád tag                     | 2 epizód                                    |
| 2001       | Már megint Malcolm                         | Malcolm in the Middle                        | Janic                         | 1 epizód                                    |
| 2001       | Maffiózók                                  | The Sopranos                                 | Arouk Abboubi                 | 1 epizód                                    |
| 2001       |                                            | Son of the Beach                             | Mohammed                      | 1 epizód                                    |
| 2001       |                                            | Special Unit 2                               | Herkamer                      | 1 epizód                                    |
| 2001       | A körzet                                   | The District                                 | Boris                         | 2 epizód                                    |
| 2001       | Az ügyosztály                              | The Division                                 | Yuri                          | 1 epizód                                    |
| 2002       |                                            | She Spies                                    | Joshua Bick                   | 1 epizód                                    |
| 2003       |                                            | The Agency                                   | Colonel Tambour               | 1 epizód                                    |
| 2006–2007  |                                            | Smith                                        | Jerry                         | 3 epizód                                    |
| 2007       | Lost – Eltűntek                            | Lost                                         | Sami                          | 1 epizód                                    |
| 2008       | NCIS                                       | NCIS                                         | Khalid Mohammed Bakr          | 1 epizód                                    |
| 2009       | Az egység                                  | The Unit                                     | Misha Belikov                 | 1 epizód                                    |
| 2009       | Chuck                                      | Chuck                                        | Dr. Mohammed Zamir            | 1 epizód                                    |
| 2011       | Castle                                     | Castle                                       | Philip Boyd                   | 1 epizód                                    |
| 2012       | Befutó                                     | Luck                                         | Dr. Khan                      | 2 epizód                                    |
| 2012       | Last Resort – A belső ellenség             | Last Resort                                  | Safir Ahsan                   | 1 epizód                                    |
| 2013, 2017 | Homeland – A belső ellenség                | Homeland                                     | Majid Javadi                  | 10 epizód                                   |
| 2015       | Feketelista                                | The Blacklist                                | Kushan                        | 1 epizód                                    |
| 2016       | Grimm                                      | Grimm                                        | Conrad Bonaparte              | 4 epizód                                    |
| 2020       |                                            | Little America                               | Faraz                         | 1 epizód                                    |
| 2020–      | Teherán                                    | Teharan                                      | Faraz Kamali                  | főszereplő                                  |